# Temporada 1954-1955 del Club Joventut Badalona
La temporada 1954-1955 va ser la 16a temporada en actiu del Club Joventut Badalona des que va començar a competir de manera oficial. En aquesta temporada es va proclamar campió de la Copa del Generalíssim i va ser subcampió del XXX Campionat de Catalunya.

## Resultats
Campionat d'Espanya - Copa del Generalíssim
El Joventut va ser el campió d'aquesta edició de la Copa del Generalíssim. Va quedar primer a la lligueta de quarts de final, i va eliminar el CB Estudiantes a semifinals guanyant el partit per 54 a 32. A la final, celebrada al pavelló d'esports de la Gran Via de Barcelona, es va imposar al Reial Madrid CF per 59 a 44. El verd-i-negre Josep Brunet va ser el màxim anotador del partit amb 21 punts.
Campionat de Catalunya
La Penya va ser subcampiona del Campionat de Catalunya després del Barcelona i per davant de l'Espanyol.
Altres competicions
El Joventut va guanyar la segona edició del Trofeu Samaranch, després de derrotar en la final a l'Espanyol 68 a 59.

## Plantilla
La plantilla del Joventut aquesta temporada va ser la següent:
| Club Joventut Badalona: plantilla 1954-55 |
| Jugadors                                  |
| Josep Brunet                              |
| Joaquim Ballester                         |
| Jaume Fajeda                              |
| Joan Canals                               |
| Jordi Canals                              |
| Jordi Castellà                            |
| Roca                                      |
| Sancho                                    |
| Busquets                                  |
| Guerra                                    |
| Calabria                                  |
| Sánchez                                   |
| Jaume Bassó                               |
| Entrenador                                |
| Joaquim Broto                             |